# Самджиён
Самджиён (кор. 삼지연시, 三池淵市) — город провинциального подчинения на северо-востоке провинции Янгандо, КНДР. На востоке граничит с уездом Тэхонган, на юге — с уездом Почхон, на севере и западе, через вулкан Пэктусан и реку Туманган, граничит с провинцией Гирин, КНР. Город занимает 9,49 % территории провинции Янгандо — 1326,14 км². Административно город делится на 10 тонов и ему напрямую подчинены 6 деревень (ли).

## История
В 1961 году рабочий посёлок Имёнсу и деревня Потхэри уезда Почхон провинции Янгандо, и рабочие посёлки Синдок, Кадон, Синхын, Самсан и Ноын уезда Йонса провинции Пхёнан-Пукто были объединены в новый уезд — Самджиён, названный в честь расположенного на его территории озера Самджиён. Из части рабочего посёлка Имёнсу был образован уездный город Самджиён. В 2019 году уезд был преобразован в город провинциального подчинения.

## География
Рельеф большей части уезда составляет горный хребет Пэкту, связывающий вулкан Пэктусан и гору Пукпхотхэсан. На северо-востоке — Сомусанско-Мубонское плоскогорье, на юго-западе — Собэксанско-Потхэское плоскогорье, уклон которого составляет 4—6°. Склоны менее 15° занимают 79 % территории города. Средняя высота рельефа — 1300 м, самая высокая точка — пик Чангунбон на вулкане Пэктусан (2750 м), самая низкая точка — дно реки Амноккан в пределах рабочего посёлка Тхоннам (800 м).
Высоты над уровнем моря 800—1000 м занимают 2,6 % территории города, высоты 1000—1500 м — 77,7 %. На территории города находятся вершины, составляющие хребет Пэкту: вулкан Пэктусан, пики Чонильбон (1798 м), Тэёнджибон (2358 м), Соёнджибон (2114 м), горы Канбэксан (2162 м), Собэксан (2171 м), Пукпхотхэсан (2288 м) и др. На севере города возвышаются пики Сандубон (1532 м), Кансамбон (1431 м) и Мубон (1318 м), на западе — гора Сампхосан (1502 м) и пик Чхонбон (1456 м), на юго-востоке — гора Нампхотхэсан (1456 м) и др.
Основная коренная порода — изверженная вулканическая порода кайнозойской эры, к юго-востоку от горы Манпхотхэсан также распространён нижнепротерозойский гранит. Почвы большей части города состоят из распределённых слоёв пемзы, образовавшихся в результате вулканической активности Пэктусана, частично распространены горно-луговые альпийские почвы.
Самджиён в целом является одной из самых холодных областей в КНДР. Среднегодовая температура в составляет −0,6 °C, средняя температура в январе — −19,8 °C, средняя температура в июле — 16,4 °C. Самым длинным временем года является зима, самым коротким — осень. Среднегодовое количество осадков составляет 800 мм. Преобладают южный и юго-западный ветра, среднегодовая скорость ветра — 2,3 м/с. Случаются многодневные штормовые ветра или туманы, за день бывают многократные резкие погодные перепады.
| Показатель              | Янв.  | Фев.  | Март | Апр. | Май | Июнь | Июль | Авг. | Сен. | Окт. | Нояб. | Дек.  | Год |
| ----------------------- | ----- | ----- | ---- | ---- | --- | ---- | ---- | ---- | ---- | ---- | ----- | ----- | --- |
| Средняя температура, °C | −14,4 | −14,5 | −7,9 | 1,7  | 7,9 | 12,5 | 16,1 | 16,0 | 9,0  | 1,9  | −7,3  | −14,3 | 0,5 |
| Источник: World Climate |       |       |      |      |     |      |      |      |      |      |       |       |     |

На западе города протекает река Амноккан с притоками Собэксу, Имёнсу, Пхотхэчхон и Посочхон, на северо-востоке — Туманган с притоками Согыльчхон и Сохондансу. Реки в бассейне Амноккана текут в юго-западном-направлении, в бассейне Тумангана — в северо-восточном. Реки являются богатыми источниками прозрачной, холодной воды. Вода Самджиёна пригодна для использования в разных отраслях экономики, используемое её количество составляет 12 %, из которых 90 % используется в промышленности.
В пределах города частично располагается кратерное озеро Чхонджи на вулкане Пэктусан, озеро Самджиён и более 30 больших и малых естественных озёр. Площадь лесов составляет 95 % территории города, в основном распространены лиственница ольгинская, пихта белокорая, ель аянская и берёза плосколистная. Леса в окрестностях Мест революционной и боевой славы находятся в ведении Управления по охране лесов в Местах революционной и боевой славы и Особого управления по охране лесов в Местах революционной и боевой славы у Пэктусана. Лиственница ольгинская составляет более 60 % всех лесных ресурсов города. Имеется множество дикорастущих растений, в том числе лекарственные астрагал перепончатый, колокольник мелковолосистый, лимонник китайский, а также орляк, чистоуст японский, кодонопсис ланцетный. Самджиён является крупнейшей в КНДР житницей голубики. В лесах города водится тигр, медведь, олень, сибирская косуля, кабарга.

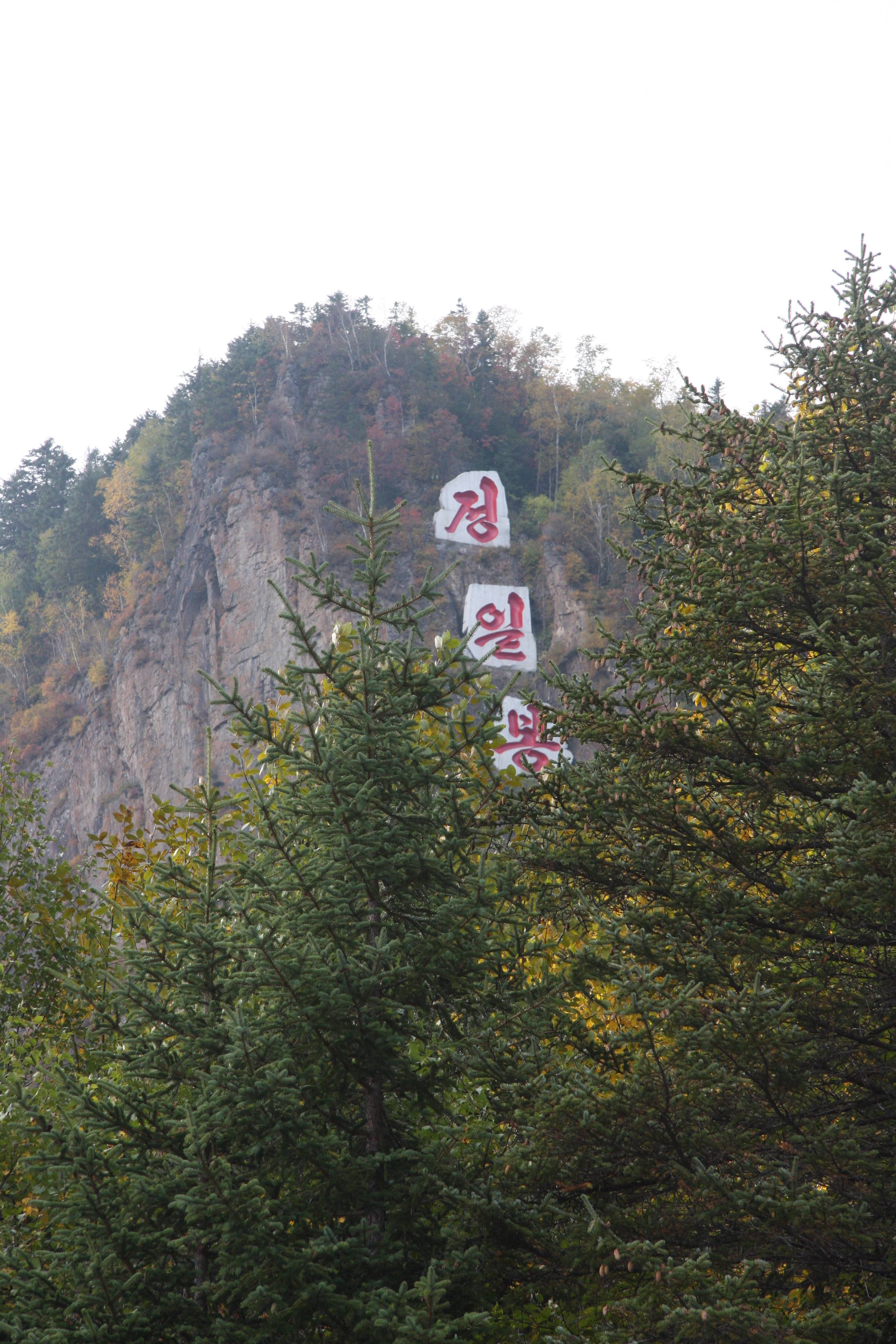
Пик Чонильбон. Высота — 1798 м.
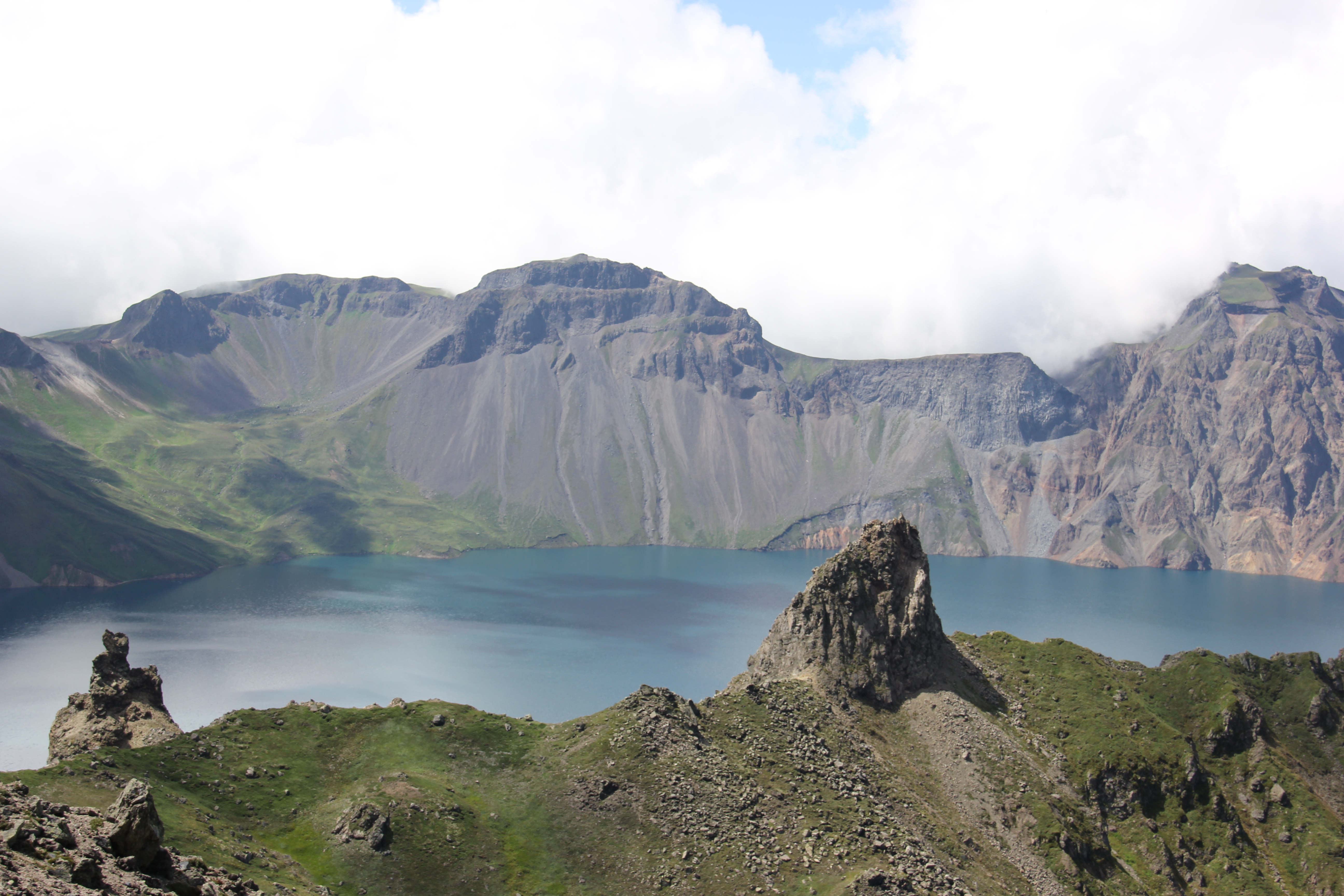
Озеро Чхонджи на вулкане Пэктусан.
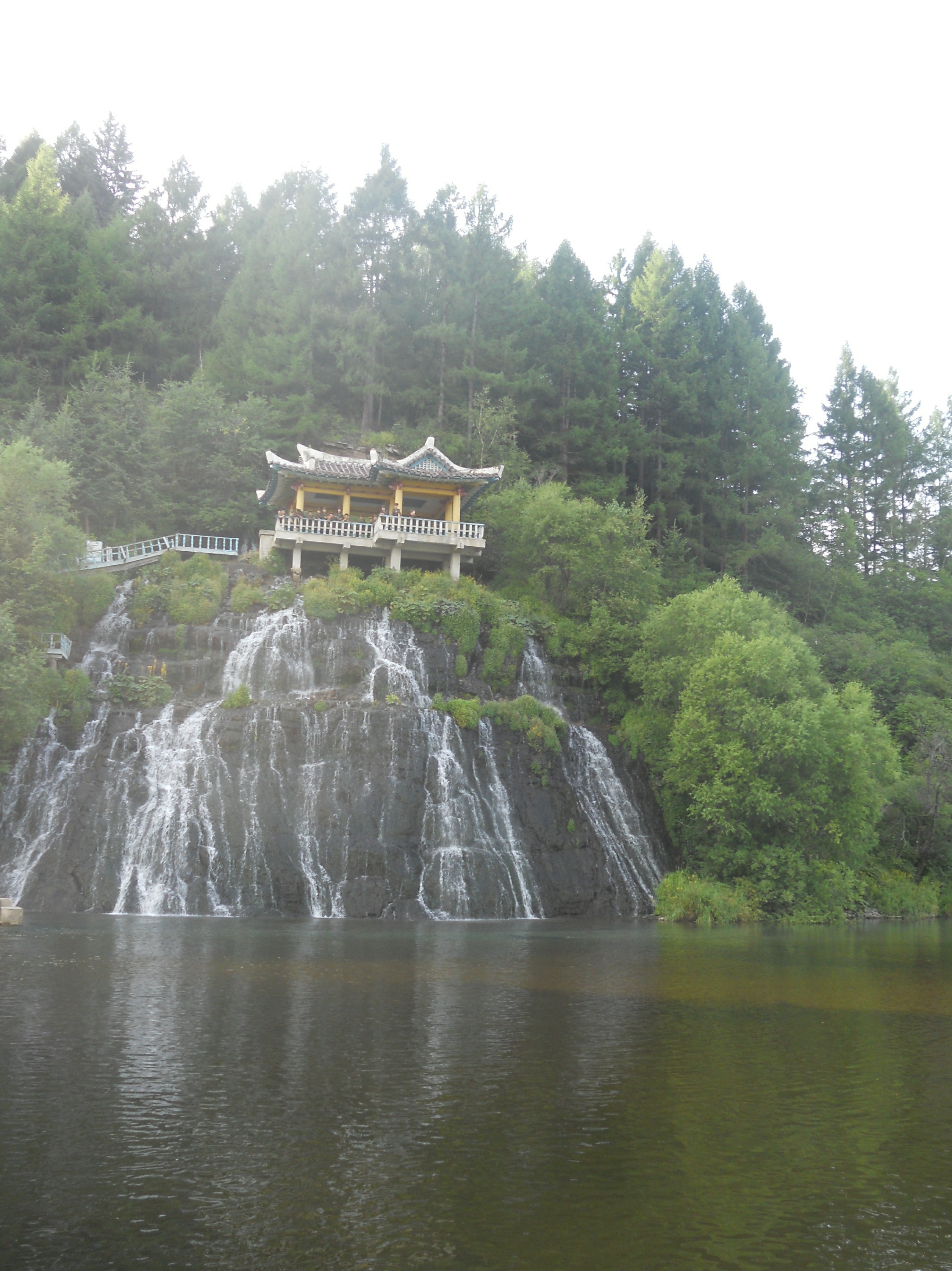
Водопад Имёнсу-Пхокпхо.

## Экономика
В экономике Самджиёна первое место занимает лесохозяйственная отрасль. На Имёнсуское управление лесного хозяйства приходится значительная доля лесохозяйственного развития КНДР. Лесозаготовки производятся с использованием современных механических средств, в том числе лебёдок. Лесное и сельское хозяйство, а также транспортную отрасль обслуживает Ремонтно-механический завод. Из большого количества древесных плит, утилизированных опилок и щепок Завод деревянных предметов первой необходимости и Городской мебельный завод производят шкафы, клозеты, серванты, столы, стулья, фанеру. Сувенирная фабрика имени 13 декабря изготавливает сувениры для «разведчиков» Мест революционной и боевой славы.
В городе также расположены Заводы пищевых продуктов, производящие соевый соус, твенджан, жидкую тянучку, кондитерские изделия, конфеты и специфические для города продукты, такие как голубика, являющаяся основным сырьём, желе и олений мох. Из запасов пемзы в городе производят кирпичи, для производства штукатурных строительных растворов широко применяются риолитовый речной и базальтовый пески, добываемые в рабочем посёлке Синмунсон. Земли сельскохозяйственного назначения составляют около 3 % территории города, 98 % которых распределены между рабочими посёлками Потхэ, Хынге, Чунхын, Посо, Тхоннам и др. территориями. На полях большей части сельскохозяйственных земель выращивают пшеницу, ячмень, фиолетовые бобы картофель и пр.
Большая доля хозяйства приходится на посев и сбор пшеницы. Разводится крупный рогатый скот, свиньи, куры, козы, овцы и другие домашние животные. Особенно много крупного рогатого скота разводится в рабочем посёлке Потхэ.

## Транспорт
Через город проходит железнодорожная линия Самджиёнсон со станциями Мотка, Самджиён, Пегэбон, Кончхан, Имёнсу, Йонсу, Сампхо, Тонсан, Чхагасу, Нонсан.
Через город проходит автомобильная дорога Синыйджу — Уам, имеются автомобильные дороги Пхотхэ — Имёнсу, Самджиён — Имёнсу, Пэктусан — Кансамбон, для поездок к Местам революционной и боевой славы открыт туристический маршрут Самджиён — Имёнсу — Пэктусанский тайный лагерь — озеро Чхонджи — Самджиён. Расстояние от селения Самджиён до административного центра провинции Янгандо, города Хесана — 89 км.

## Культурное строительство

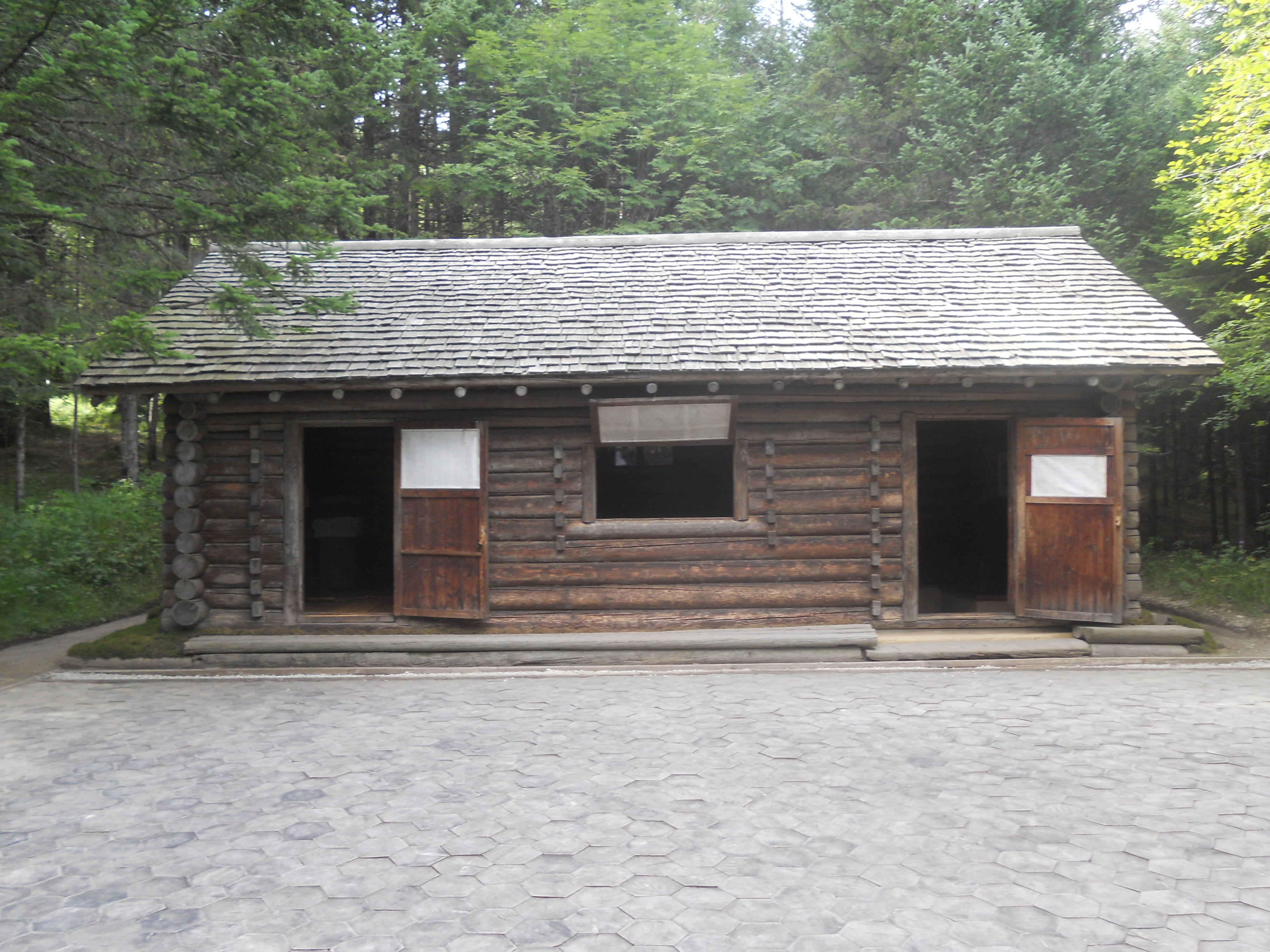
Родной дом Ким Чен Ира в Пэктусанском тайном лагере — одно из северокорейских «Мест историко-революционной славы»

В Самджиёне расположено Лесоводческое профессиональное училище, 13 средних школ, 17 начальных, 5 домов культуры, дворец школьников, несколько библиотек, тренажёрный зал, Самджиёнский зимний стадион, Самджиёнский горнолыжный курорт, другие образовательные, культурные и спортивные заведения.
Также в городе находятся 7 туристических баз, столовые, залы, базы отдыха. Кроме того в городе расположена Народная больница, оснащённая современным медицинским оборудованием, Центр корёской медицины, дом престарелых, санэпидемстанция, центр снабжения лекарственными препаратами, прочие здравоохранительные учреждения. В пределах города расположены живописные вулкан Пэктусан и озеро Самджиён.
На территории рабочих посёлков Пэктусан-Мирён и Синмусон расположен специальный заповедник «Место революционной и воинской славы у Пэктусана», в рабочем посёлке Мубон расположен крупнейший в КНДР Мубонский биосферный заповедник.
Природные реликты: Нампхотхэсанский ревень (№ 342), Пукпхотхэсанский ревень (№ 355), Йонджибонская сосна (№ 352), Пэктусанская голубика (№ 461), Самджиёнская куропатка (№ 348), Самджиёнский олень (№ 349), Самджиёнский соболь (№ 350), Синмусонский трёхпалый дятел (№ 353), Нуреонги (№ 353), озеро Чхонджи на вулкане Пэктусан (№ 351), озеро Самджиён (№ 347), водопад Имёнсу-Пхокпхо (№ 345) и др.